# Viktor IV. (Conti)
Viktor IV. (Lat. Victor Quartus) vl. jménem Gregorio Conti (?, Ceccano – kolem duben 1139) byl italským duchovním a vzdoropapežem v roce 1138.

## Život
Za papeže Paschala II. se stal kardinálem-knězem. Současně však patřil k papežovým největším odpůrcům. Při volbě nového papeže po smrti Honoria II. V roce 1130 se postavil proti volbě Inocence II. a hlasoval pro kardinála Pietra Pierleoniho (vzdoropapež Anaklét II.).
Po Anaklétově smrti 25. ledna 1138 ho jeho přívrženci zvolili nástupcem. Jeho bezvýznamný pontifikát, trvající necelé tři měsíce, byl pouze nesmyslnou mezihrou. Nedochovaly se z něj žádné dokumenty a již brzy jeho stoupenci, zčásti podplaceni Inocencem II. odpadávali. 29. května 1138 na zásah cisterciáckého opata Bernarda z Clairvaux odstoupil a podřídil se Inocencovi.
O jeho dalším osudu historické prameny mlčí.